# Horton Brook (dopływ Musquodoboit River)
Horton Brook – strumień (brook) w kanadyjskiej prowincji Nowa Szkocja, w hrabstwie Halifax, płynący w kierunku południowo-wschodnim i uchodzący do Musquodoboit River; nazwa urzędowo zatwierdzona 12 grudnia 1939.